# Lužec nad Vltavou
Lužec nad Vltavou é uma comuna checa localizada na região da Boêmia Central, distrito de Mělník.